# ميثاق الأمم المتحدة (فصل تاسع عشر)
ميثاق الأمم المتحدة الفصل التاسع عشر: في التصديق والتوقيع، ويتكون هذا الفصل من مادتين وهو الفصل الأخير من ميثاق الأمم المتحدة

## المادة 110
1. تصدق على هذا الميثاق الدول الموقعة عليه كل منها حسب أوضاعه الدستورية.
2. تودع التصديقات لدى حكومة الولايات المتحدة الأمريكية التي تخطر الدول الموقعة عليه بكل إيداع يحصل، كما تخطر الأمين العام لهيئة الأمم المتحدة بعد تعيينه.
3. يصبح هذا الميثاق معمولاً به متى أودعت تصديقاتها جمهورية الصين وفرنسا واتحاد الجمهوريات الاشتراكية السوفيتية والمملكة المتحدة لبريطانيا العظمى وأيرلندا الشمالية والولايات المتحدة الأمريكية وأغلبية الدول الأخرى الموقعة عليه وتعد حكومة الولايات المتحدة الأمريكية بروتوكولاً خاصاً بالتصديقات المودعة وتبلغ صوراً منه لكل الدول الموقعة على الميثاق.
4. الدول الموقعة على هذا الميثاق التي تصدق عليه بعد العمل به، تعتبر من الأعضاء الأصليين في «الأمم المتحدة» من تاريخ إيداعها لتصديقاتها.

## المادة 111
وضع هذا الميثاق بلغات خمس هي الصينية والفرنسية والروسية والإنجليزية والأسبانية، وهي لغاته الرسمية على وجه السواء. ويظل الميثاق مودعاًُ في محفوظات حكومة الولايات المتحدة الأمريكية، وتبلغ هذه الحكومة حكومات الدول الأخرى الموقعة عليه صوراً معتمدة منه.
((ومصادقا لما تقدم وقع مندوبو حكومات «الأمم المتحدة» على هذا الميثاق. صدر بمدينة سان فرانسيسكو في اليوم السادس والعشرين من شهر حزيران/يونيه 1945)).

## انظر ايضاً
| ميثاق الأمم المتحدة                                                              |
| -------------------------------------------------------------------------------- |
|                                                                                  |
| الفصل الأول في مقاصد الهيئة ومبادئها                                             |
| الفصل الثاني فـي العضوية                                                         |
| الفصل الثالث فـي فروع الهيئـة                                                    |
| الفصل الرابع في الجمعيـة العـامة                                                 |
| الفصل الخامس في مجلـس الأمـن                                                     |
| الفصل السادس في حل المنازعات حلاً سلمياً                                           |
| الفصل السابع فيما يتخذ من الأعمال في حالات تهديد السلم والإخلال به ووقوع العدوان |
| الفصل الثامن في التنظيمات الإقليمية                                              |
| الفصل التاسع في التعاون الدولي الاقتصادي والاجتماعي                              |
| الفصل العاشر المجلس الاقتصادي والاجتماعي                                         |
| الفصل الحادي عشر تصريح يتعلق بالأقاليم غير ذاتية الحكم                           |
| الفصل الثاني عشر في نظام الوصاية الدولي                                          |
| الفصل الثالث عشر في مجلس الوصاية                                                 |
| الفصل الرابع عشر في محكمة العدل الدولية                                          |
| الفصل الخامس عشر في الأمـانة                                                     |
| الفصل السادس عشر أحكـام متنوعـة                                                  |
| الفصل السابع عشر في تدابير حفظ الأمن في فترة الانتقال                            |
| الفصل الثامن عشر في تعديل الميثاق                                                |
| الفصل التاسع عشر في التصديق والتوقيع                                             |